# بليك بلاكبيرن
بليك بلاكبيرن (بالإنجليزية: Blake Blackburn)‏ هو لاعب رماية أسترالي، ولد في 3 أغسطس 1992.

## وصلات خارجية
- بليك بلاكبيرن على موقع الاتحاد الدولي (الإنجليزية)
- بليك بلاكبيرن على موقع أوليمبيديا (الإنجليزية)
- بليك بلاكبيرن على موقع اللجنة الأولمبية الأسترالية (الإنجليزية)
- بليك بلاكبيرن على موقع اتحاد ألعاب الكومنولث (مؤرشف) (الإنجليزية)